# Sit-up

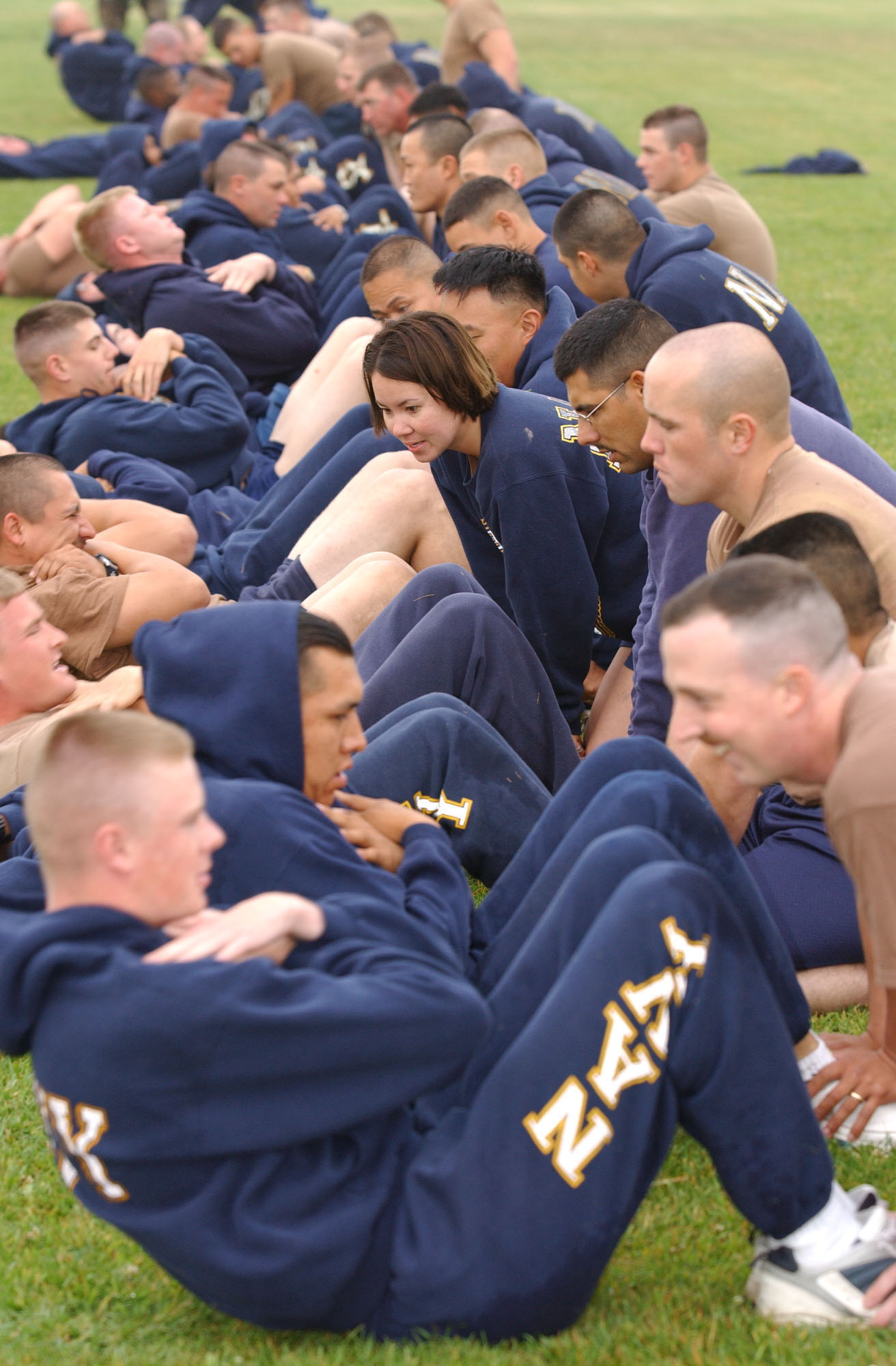
Os Seabee realizam sua rotina de abdominais do Teste de prontidão física da Marinha

O sit-up (ou curl-up) é um exercício de treinamento de resistência abdominal para fortalecer, contrair e tonificar os músculos abdominais. É semelhante a um supra (supras visam o reto abdominal e também trabalham o bíceps e os oblíquos externos e internos), mas os sit-ups têm uma gama mais ampla de movimentos e condicionam músculos adicionais.

## Desenvolvimento
Ele começa com as costas no chão, normalmente com os braços sobre o peito ou as mãos atrás da cabeça e os joelhos flexionados, na tentativa de reduzir o estresse nos músculos das costas e na coluna, e depois elevam-se as vértebras superiores e inferiores do chão até que tudo que seja superior às nádegas não toque o chão. Alguns argumentam que sit-ups podem ser perigosos devido à alta carga lombar compressiva e podem ser substituídos pelo crunch nos programas de exercícios.
Exercícios de força, como abdominais e flexões, não causam redução pontual de gordura. Ganhar um "six pack" requer treinamento em hipertrofia muscular abdominal e perda de gordura no abdômen - o que só pode ser feito com a perda de gordura do corpo como um todo.

### Variações
O movimento pode ser facilitado colocando os braços mais longe da cabeça. Variações típicas para isso incluem cruzar os braços para colocar as palmas das mãos na frente dos ombros e estender os braços para os lados com as palmas das mãos no chão. A variação de 'braços nos ombros' também é usada para facilitar a inclinação no movimento.
Um movimento mais intenso é obtido com sit-ups com peso, sit-ups inclinados com os braços atrás do pescoço e ainda mais difícil com os sit-ups inclinados e com carga adicional.

## Riscos de saúde
Com uma forma inadequada de execução, sit-ups completos podem causar dores nas costas e arqueamento da região lombar, aumentando o risco de lesões nas costas.